# نظریه توصیفی مجموعه‌ها
در منطق ریاضی، نظریه توصیفی مجموعه‌ها (به انگلیسی: Descriptive Set Theory) (یا DST)، مطالعه رده‌هایی از مجموعه‌های «خوش-رفتارِ» اعداد حقیقی و سایر فضاهای پولیش است. همچنین، این حوزه یکی از شاخه‌های تحقیقاتی در نظریه مجموعه‌ها است که در سایر شاخه‌های ریاضیاتی همچون آنالیز تابعی، نظریه ارگودیک، مطالعه جبرهای عملگری، کنش‌های گروهی و منطق ریاضی کاربرد دارد.